# Anna Bergendahl
Anna Henrietta Bergendahl (Stockholm, 1991. december 11. –) svéd énekesnő. Ő képviselte Svédországot a 2010-es Eurovíziós Dalfesztiválon Oslóban a This Is My Life című dalával.

## Magánélete
Anna 1991. december 11-én született Stockholm Hägersten városrészében. Nyköpingben és Katrineholmban nőtt fel. Nagyanyja révén ír származású. Első fellépése közönség előtt nyolcéves korában a yorki katedrálisban volt.

## Pályafutása

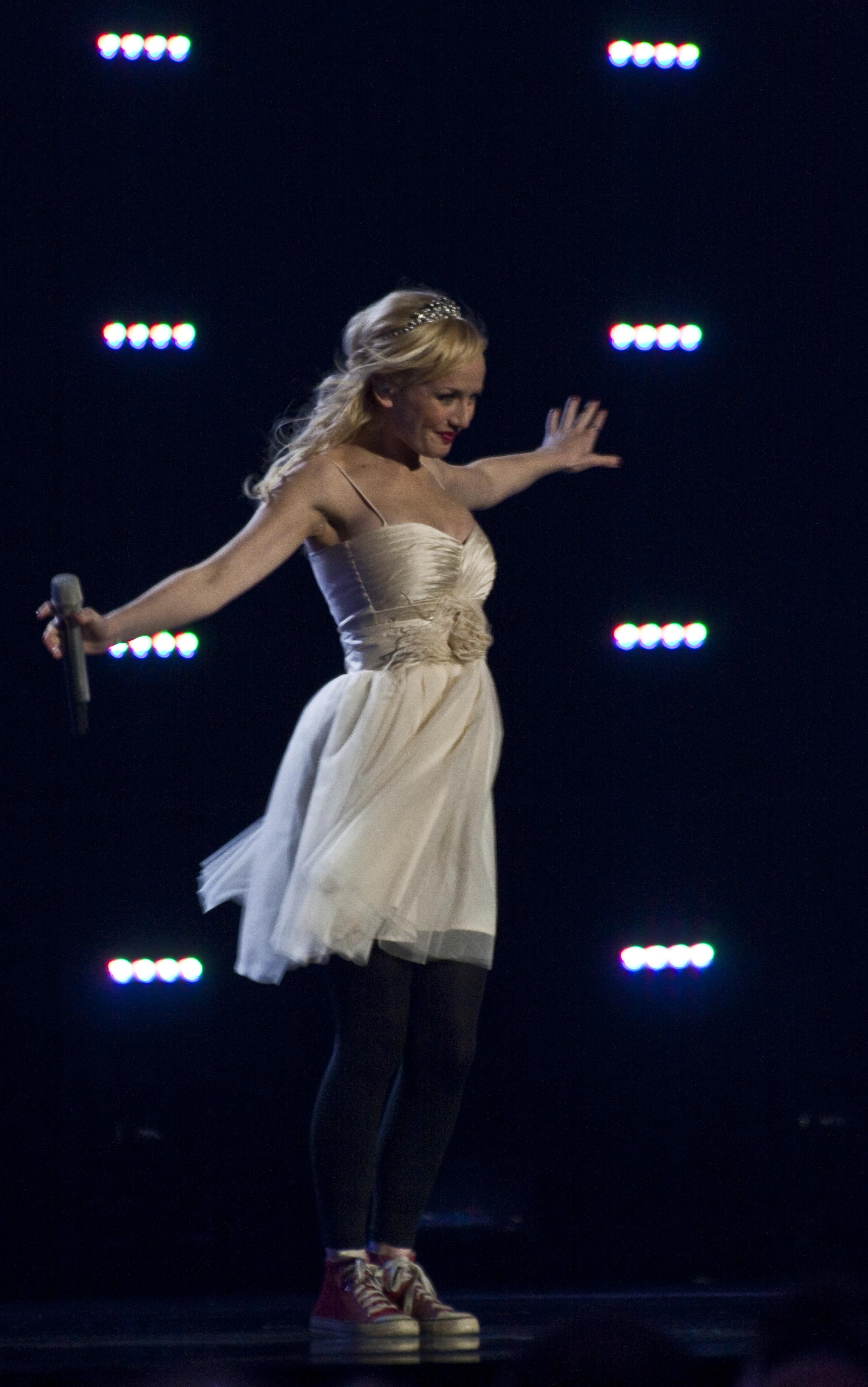
A 2010-es Eurovíziós Dalfesztiválon

2004-ben részt vett a svéd TV4 csatorna Super Troupers című tehetségkutatójában, majd 2008-ban az Idolban, ahol ötödik helyezettként végzett. 2009-ben leszerződött a Lionheart Records lemezkiadóval. 2009. december 14-én az SVT bejelentette, hogy az énekesnő bekerült a 2010-es Melodifestivalen harminckét fős mezőnyébe. This Is My Life című dalát a február 27-én megrendezett utolsó elődöntőben adta elő Malmőben, ahonnan első helyezettként jutott a döntőbe. A március 13-i döntőben utolsó előttiként állt a színpadra. A szavazás során a nemzetközi és a regionális zsűriktől 82 pontot összegyűjtve a második lett, míg a nézői szavazás során ő szerezte a legtöbb pontot, így végül 214 ponttal megnyerte a dalválasztó műsort.
Az Eurovíziós Dalfesztiválon a dalt a május 27-én rendezett második elődöntőben adta elő, fellépési sorrendben hatodikként, a Svájcot képviselő Michael von der Heide Il pleut de l’or című dala után és az Azerbajdzsánt képviselő Safura Drip Drop című dala előtt. Az elődöntőben összesen 62 pontot gyűjtött össze (Dánia és a rendező Norvégia maximális 12 ponttal jutalmazta), így összesítésben a tizenegyedik helyen végzett és nem jutott tovább a döntőbe. Ezzel Bergendahl a verseny történetének az első és egyetlen svéd indulója, aki nem jutott tovább a dalfesztivál fináléjába.
A dalfesztivál után részt vett különböző svéd zenei műsorokban. Első stúdióalbumával turnéra ment, majd 2012-ben megjelent a Something to Believe In című albuma. 2018. november 27-én-én az SVT bejelentette, hogy az énekesnő ismét szerepelni fog a következő Melodifestivalen mezőnyében. Ashes to Ashes című dalával először a göteborgi első elődöntőben szerepelt február 2-án, ahol összesítésben a harmadik helyezett lett, így a második esély fordulóba jutott tovább. A második esély fordulóban Andreas Johnson ellen versenyzett, végül Anna Bergendahl jutott tovább a döntőbe. A március 9-i döntőben hatodikként lépett fel. A szavazás során a nemzetközi zsűri pontjai által 20 ponttal utolsó előtti helyen végzett, míg a nézők szavazatai alapján hetedik lett 37 ponttal, így összesen 57 ponttal a hetedik helyen zárta a versenyt. Ugyanebben az évben jelent meg a Home és a Speak Love című dala.
2020-ban a Kingdom Come című szerzeményével indult a svéd eurovíziós válogatóműsorban. A második elődöntőből az első helyezettként jutott tovább a döntőbe, ahol utolsó előttiként lépett fel. A nemzetközi zsűri pontszámai alapján negyedik helyezett lett 46 ponttal, míg a svéd szavazóknál szintén negyedik lett 61 ponttal, így 107 ponttal zárta a versenyt, és a harmadik helyen végzett.
2022-ben a Higher Power című dallal vett részt a műsorban. A negyedik válogatóban a harmadik helyen végzett, így továbbjutott az elődöntőbe, ahol a csoportja második helyezettjeként kvalifikált a nemzeti válogató döntőjébe. Az utolsó fordulóban a nemzetközi zsűriktől és a svéd közönségtől összesen 29 pontot kapott, így a tizenkettedik, utolsó helyen végzett a műsorban.
2022. július 1-jén megjelent a Demons and Dreams című dala.

## Diszkográfia

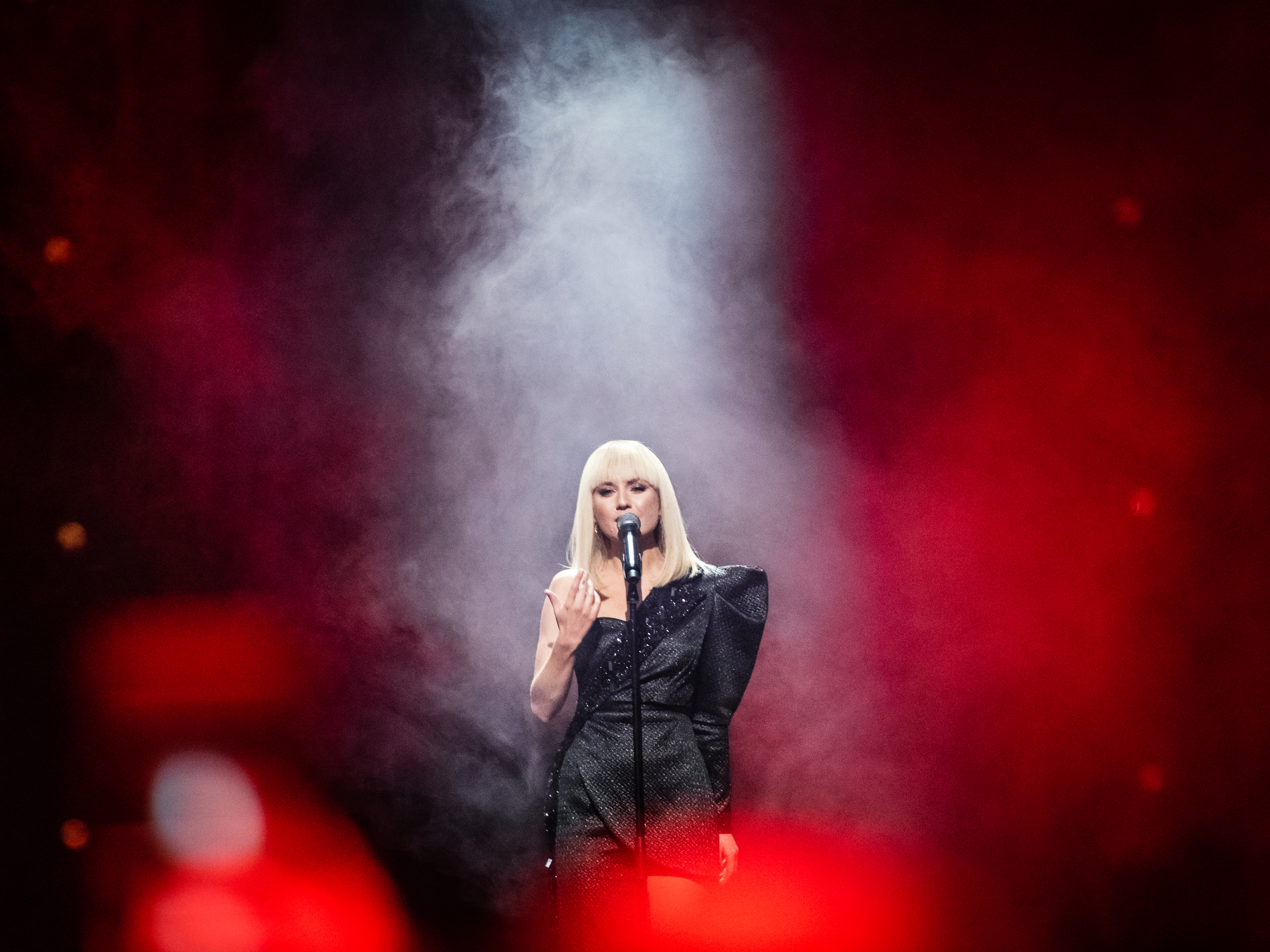
A 2020-as Melodifestivalen döntőjében

### Nagylemezek
- Yours Sincerely (2010)
- Something to Believe In (2012)

### Középlemezek
- Anna Bergendahl (2012)
- Live from Sandkvie Studio (2015)
- We Were Never Meant to Be Heroes (2018)
- Vera (2020)

### Kislemezek
- This Is My Life (2010)
- The Army (2010)
- Live and Let Go (2012)
- I Hate New York (2013)
- Business (2015)
- For You (2015)
- Vice (2018)
- Broken Melody (2018)
- We Were Never Meant to Be Heroes (2018)
- Raise the Vibe (2018)
- Ashes to Ashes (2019)
- Hope (2019)
- Speak Love (2019)
- Kingdom Come (2020)
- Thelma and Louise (2020)
- It Never Snows in California (2020)
- Grain of Trust (2021)
- Higher Power (2022)
- Demons and Dreams (2022)
- Dance with Me (2023)
- How Do You Know (2023)
- Is Christmas Here Soon (2023)

#### Közreműködések
- For You (2014, Broiler)
- Bottom of This Bottle (2021, Tyler Rich)